# Jørgen Troest
Jørgen Troest (født 24. april 1958) er en tidligere dansk atlet medlem af Kastrup Tårnby Atletik.
Jørgen Troest vandt DM på 400 meter hæk i 1984 og 1985 og sikrede sig desuden sølv på 800 meter i 1977, to hundrededele af et sekund efter Tom B. Hansen. Amager Bladets Årets fund blev stiftet i 1972, og den første som pris var Jørgen Troest.
Jørgen Troest blev 1997 gift med Anita Sølyst som stadig er indehaver af den danske juniorrekord i syvkamp, ligesom at hun vandt 400 meter hæk 1977, den første gang disciplinen var på DM-programmet og 800 meter 1980. Deres to sønner Jonas og Magnus har også vist stort talent for atletik, men er i dag begge professionelle fodboldspillere. Jonas er 2011 udlejet af OB til SønderjyskE i Superligaen, mens Magnus sæsonen 2011/2012 er udlejet af Serie A-klubben Genoa til Serie B-klubben AS Varese 1910. Døtrerne Stina og Ditte er to af Danmarks mest lovende atletikudøvere.

## Internationale ungdomsmesterskaber
- 1977 JEM 800 meter 21.plads 1,53,8

## Danske mesterskaber
- Bronze 1988 400 meter hæk 54,00
- Guld 1985 400 meter hæk 53,39
- Guld 1984 400 meter hæk 52,60
- Sølv 1977 800 meter 1,51,1

## Danske rekorder
U23-rekorder
- 4 x 400 meter: 3,13,7 23. juli 1977

Juniorrekorder
- 4 x 400 meter: 3,16,8 20. august 1977